# Ronnie Mitchell

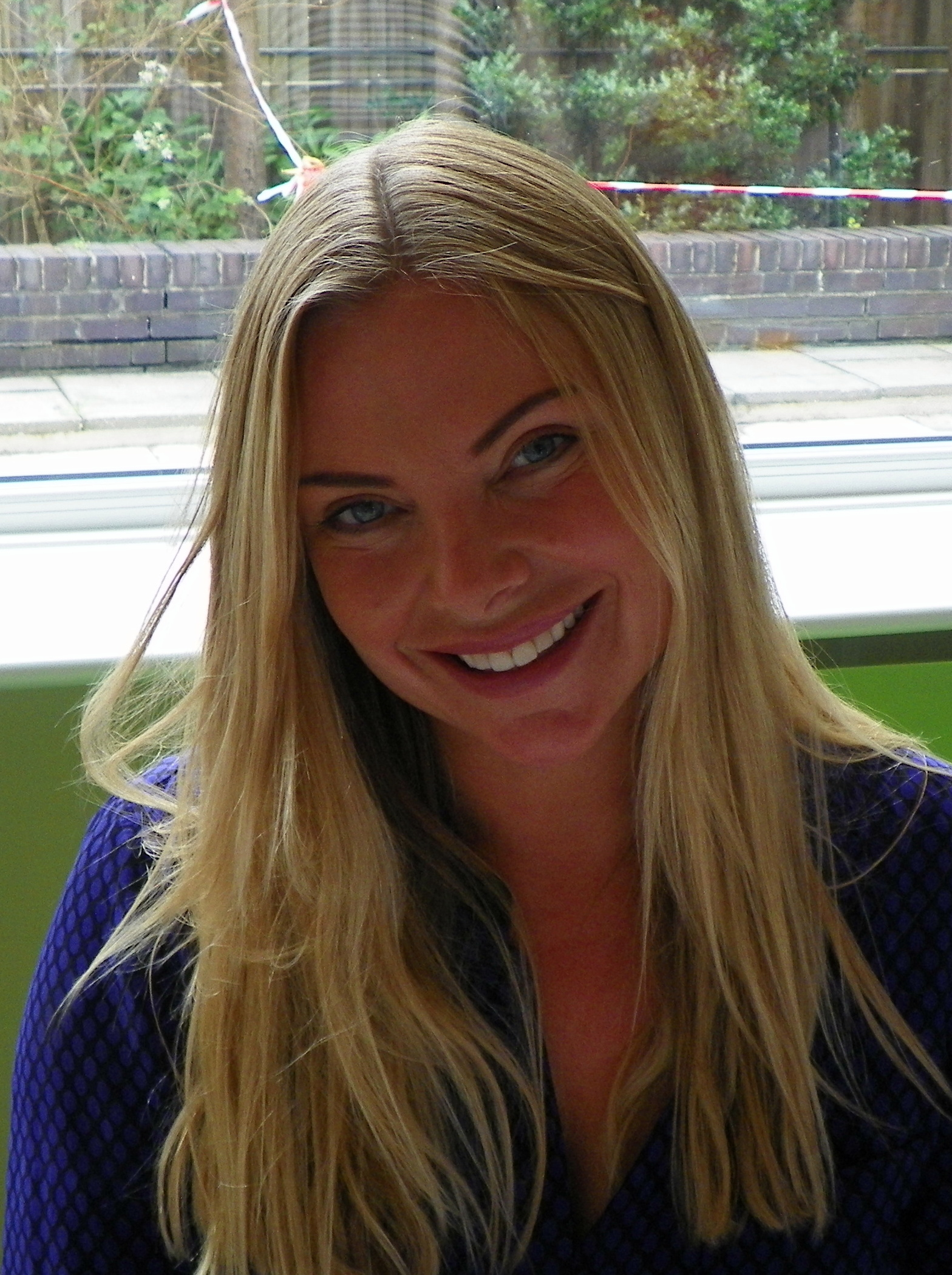
La actriz Samantha Womack, que interpreta a Verónica Elizabeth "Ronnie" Branning.

Verónica Elizabeth "Ronnie" Branning (apellido de soltera: Mitchell) es un personaje ficticio de la serie de televisión británica EastEnders, interpretada por la actriz Samantha Womack del 24 de julio de 2007 hasta el 7 de junio de 2011. Y del 9 de septiembre de 2013 hasta enero del 2017.

## Biografía
Ronnie es la hija mayor de Archie y Glenda Mitchell y hermana mayor de Roxy.
Ronnie quedó embarazada de su novio Owen Turner, sin embargo tuvo un aborto cuando su padre Archie, la empujo durante una discusión. Cuando era tan solo una adolescente Ronnie tuvo una hija, Amy Mitchell pero su padre hizo que Ronnie la regalara, mucho tiempo después en el 2008 descubrió que la nueva residente de Waldford, Danielle Jones era su hija Amy, sin embargo la felicidad no duró ya que ese mismo día Danielle fue atropellada por Janine Butcher y murió en los brazos de Ronnie.
En el 2010 Ronnie dio a luz a James, su primer hijo con Jack Branning, sin embargo la felicidad no duró ya que poco después James murió a causa de muerte súbita, minutos después Ronnie destrozada por la muerte de su hijo, cambió a James por Tommy Moon, el hijo de Kat Slater-Moon, quien había nacido el mismo día que James. Después de cambiar a los bebés pronto Ronnie comenzó a sentirse culpable y les contó la verdad a Kat y Alfie Moon.
En junio del 2011 Ronnie fue sentenciada a pasar tres años en la cárcel por haber cambiado a su hijo muerto por el bebé de Kat.
El 1 de enero del 2017 después de casarse nuevamente con Jack, Ronnie se emborracha con su hermana mientras celebraban, mientras pasean por Albert Square recuerdan su tiempo en el vecindario y celebran el comienzo de una nueva etapa, unos minutos más tarde visitan la piscina y por diversión Roxy salta, sin embargo pronto comienza a tener problemas, cuando se queda inconsciente, se hunde y muere ahogada, cuando Ronnie intenta salvarla se enreda con su vestido de novia y se ahoga junto a su hermana.

## Crímenes y asesinatos
| Fecha de Asesinato | Personaje  | Causa                                                   |
| ------------------ | ---------- | ------------------------------------------------------- |
| 1 de enero de 2014 | Carl White | murió luego de que Ronine lo golpeara en defensa propia |

- Arthur "Fatboy" Chubb - murió accidentalmente el 24 de diciembre del 2015  luego de que Ronnie le ordenara a unos criminales matar al chofer creyendo que era Vincent Hubbart.
- Carl White - murió luego de que Ronnie lo golpeara con el maletero de un coche mientras intentaba defenderse de él luego de que Carl intentara abusar de ella.[11][12]